# Go-Kogon
Keizer Go-Kōgon (後光厳天皇, Go-Kōgon-tennō, 23 maart 1338 – 12 maart 1374) was de 4e troonpretendent van het keizerlijke hof van Japan. Hij regeerde namens het Ashikaga-shogunaat vanuit het noordelijke hof, van 25 september 1352 tot 9 april 1371
Go-Kōgon was vernoemd naar zijn vader, de eerste troonpretendent Kogon. Het voorvoegsel go- (後), kan worden vertaald als “later” of “tweede”, waardoor zijn naam vrij vertaald “Kōgon de tweede” betekent. Zijn persoonlijke naam (imina) was Iyahito (弥仁).
In 1351 kon het zuidelijke hof tijdelijk de keizerlijke hoofdstad Kioto heroveren, waarbij Go-Kōgons voorganger, zijn broer Suko, van de troon werd gestoten. In 1352 nam het noordelijk hof de hoofdstad weer in, waarna het shogunaat Go-Kōgon tot keizer maakte. Wel lag de ware macht in het land bij het shogunaat, waardoor Go-Kōgon niet veel meer was dan een stroman van de shogun. Het zuidelijk hof ondernam echter herhaaldelijk pogingen Kioto te heroveren, waardoor Go-Kōgon meerdere malen de stad moest ontvluchten.
In 1371 trad Go-Kōgon af ten gunste van zijn zoon. Hij regeerde wel verder als insei-keizer. Hij stierf aan een ziekte op 35-jarige leeftijd.
* Regent Jingu staat niet op de traditionele lijst.